# Szíria hadereje
Szíria hadereje négy fő fegyvernemből áll: szárazföldi haderő, légierő, honi légvédelem és haditengerészet.

## Fegyveres erők összlétszáma
- Aktív: 319 000 fő (nagy része sorozott)
- Szolgálati idő a sorozottaknak: 30 hónap
- Tartalékos: 354 000 fő

## Szárazföldi erők
Létszám
215 000 fő
Állomány
- 7 páncélos hadosztály
- 3 gépesített hadosztály
- 1 Köztársasági Gárda hadosztály
- 4 gyalogos dandár
- 1 határőr dandár
- 2 tüzér dandár
- 3 rakéta dandár
- 1 partvédelmi rakéta dandár

Felszerelés

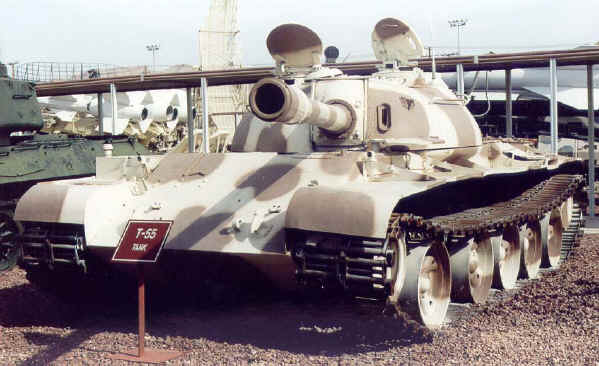
T-55-ös harckocsi (hasonló van rendszeresítve a szíriai haderőben)

- 4700 db harckocsi (2000 db T–55, 1000 db T–62, 1700 db T–72)
- 725 db felderítő harcjármű (BRDM–2)
- 2600 db páncélozott gyalogsági harcjármű (BMP–1, BMP–2, BMP–3)
- 1600 db páncélozott szállító jármű
- 2030 db tüzérségi löveg: 1630 db vontatott, 400 db önjáró
- kb. 850 db rakéta – Luna M (Frog–7), OTR–21 Tocska (SS–21), R–17 (Scud–B), R–15M Rubezs (SS–C–3), R–5SZ Pjatyorka (SS–C–1)

## Légierő
Létszám
40 000 fő
Repülési idő (a pilótáknak) 
30 óra
Állomány
- 11 közvetlen támogató század
- 16 vadászrepülő század
- 6 felderítő század
- 23 szállító század

Felszerelés
- 611 db harci repülőgép (MiG–19, MiG–21, MiG–23, MiG–25, MiG–29, Szu–22, Szu–24)
- 90 db harci helikopter (Mi–24, SA 342 Gazelle)

## Honi légvédelem
Létszám
60 000 fő
Állomány
- 2 légvédelmi hadosztály

Felszerelés
- 600 db SZ–75 Dvina, SZ–125 Nyeva–M légvédelmi rakéta
- 200 db SA-16 légvédelmi rakéta
- 400 db légvédelmi löveg

## Haditengerészet
Létszám
4000 fő
Hadihajók
- 32 db különböző feladatú hajó

Helikopterek
- 16 db harci helikopter (Mi–14, Ka–28)

## Külső hivatkozások
- Zrínyi Miklós Nemzetvédelmi Egyetem
- Mortel, l'arsenal de Bacher el-Assad? (fr)
- Mivel bír védekezni Szíria?